# Brilliance
La Huachen Automotive Group Holdings Co. Ltd. conosciuta col nome di Brilliance Auto Group (in cinese: 华晨汽车集团控股有限公司) è una casa automobilistica cinese con sede a Shenyang (cinese: 瀋陽市, città capoluogo della provincia del Liaoning, e anche centro più popoloso della Cina nord-orientale).
La Brilliance è controllata direttamente dallo Stato cinese ed è quotata sulla Borsa di Francoforte e su quella di Hong Kong. Con circa 9.000 dipendenti e una produzione annuale di poco superiore ai 200.000 veicoli (100.000 automobili e 120.000 furgoni) si posiziona come ottavo produttore di auto in Cina.
Nel marzo 2003 ha siglato un accordo di joint venture con il costruttore tedesco BMW per costruire in Cina le BMW Serie 3 e Serie 5.
Sempre attraverso i legami con la BMW, dal 2005 la Brilliance Galena viene prodotta in Egitto a 6th October City negli stabilimenti della Bavarian Auto, azienda che si occupa della produzione e commercializzazione delle BMW Serie 3, Serie 5, Serie 7 e X3 in molti paesi del Medio Oriente.
Nel 2006 ha concluso un accordo con il produttore nord-coreano Pyeonghwa per licenziare la produzione in Corea del Nord del suo Jinbei Haice.

## Prodotti

### In produzione
- Brilliance H220 / H230
- Brilliance H320 / H330
- Brilliance H3
- Brilliance V3
- Brilliance V6
- Brilliance V7

### Fuori produzione
- Brilliance Tun (Dolphin)
- Brilliance BS2
  - Brilliance FRV
  - Brilliance FRV Cross
  - Brilliance FSV
- Brilliance H530
- Brilliance M1 (Zunchi)
- Brilliance M2 (Junjie)
- Brilliance M3 (Kubao)
- Brilliance V5

### Huasong
- Huasong 7